# SOMUA

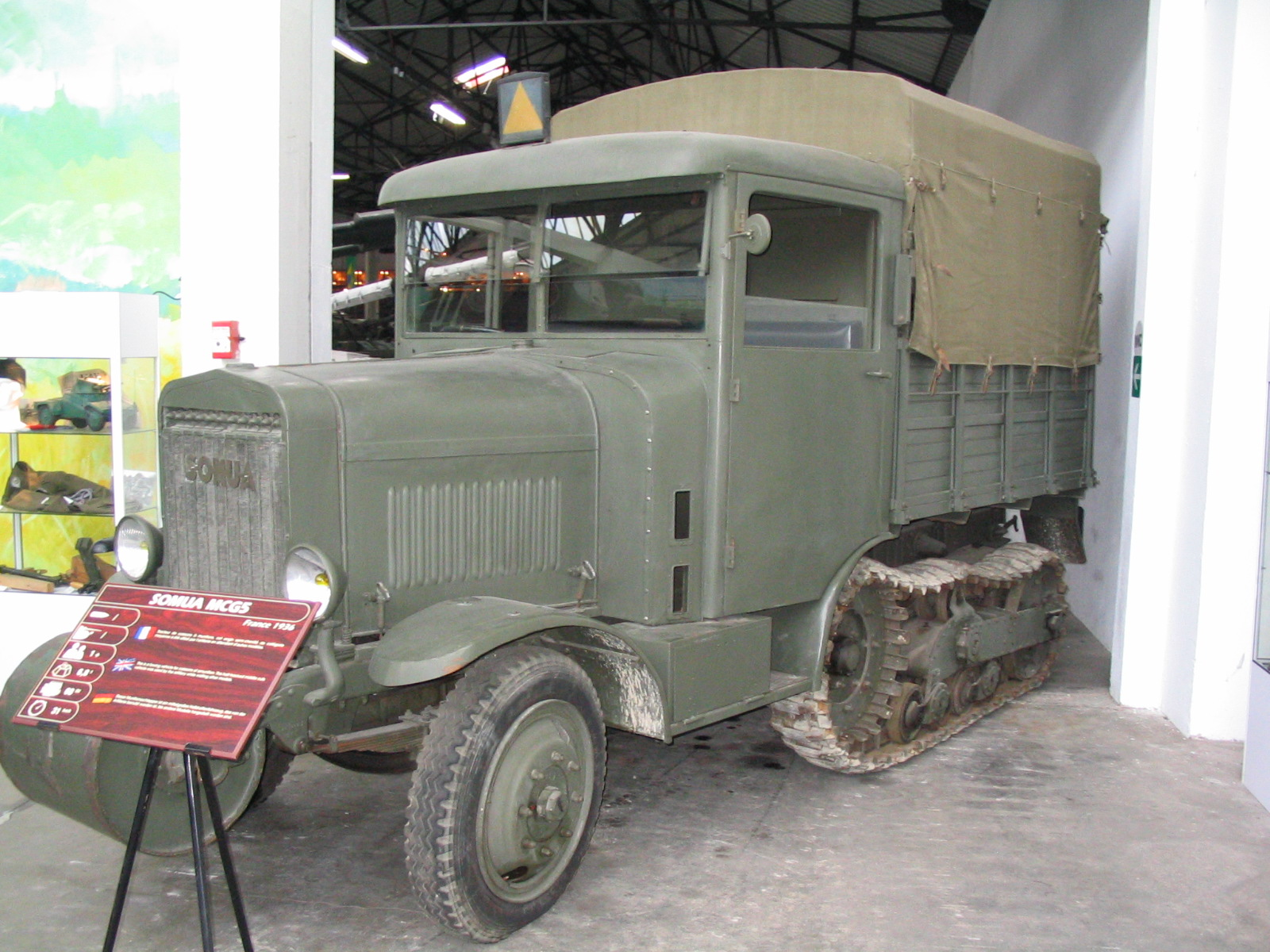
SOMUA MCG Saumur

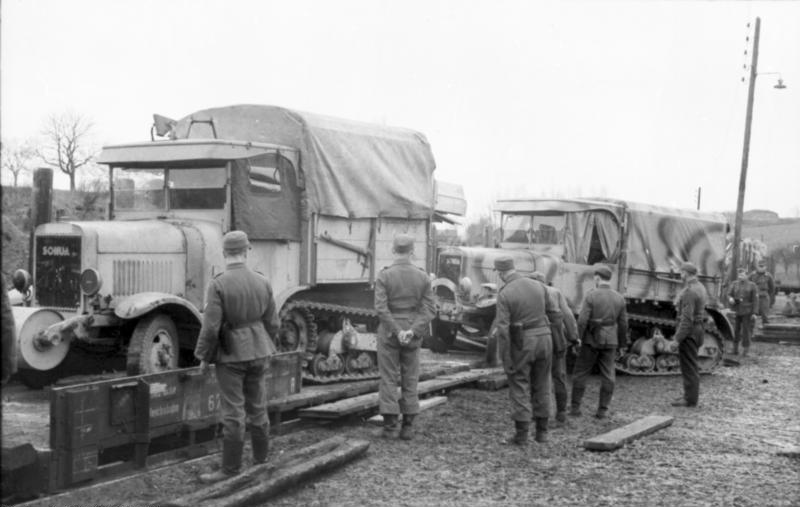
Somua-Lkw im Zweiten Weltkrieg

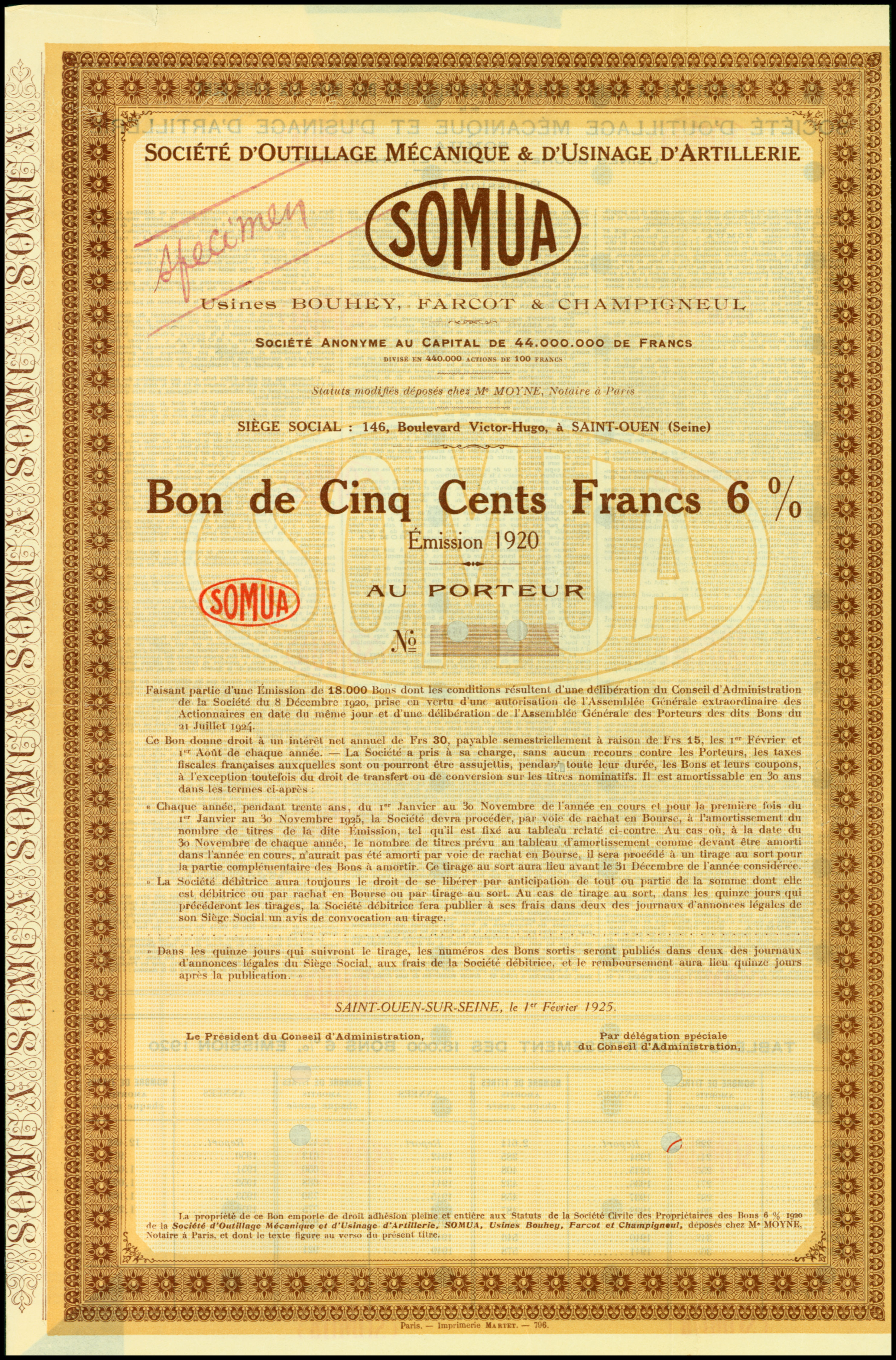
Bon über 500 Francs von Somua vom 1. Februar 1925

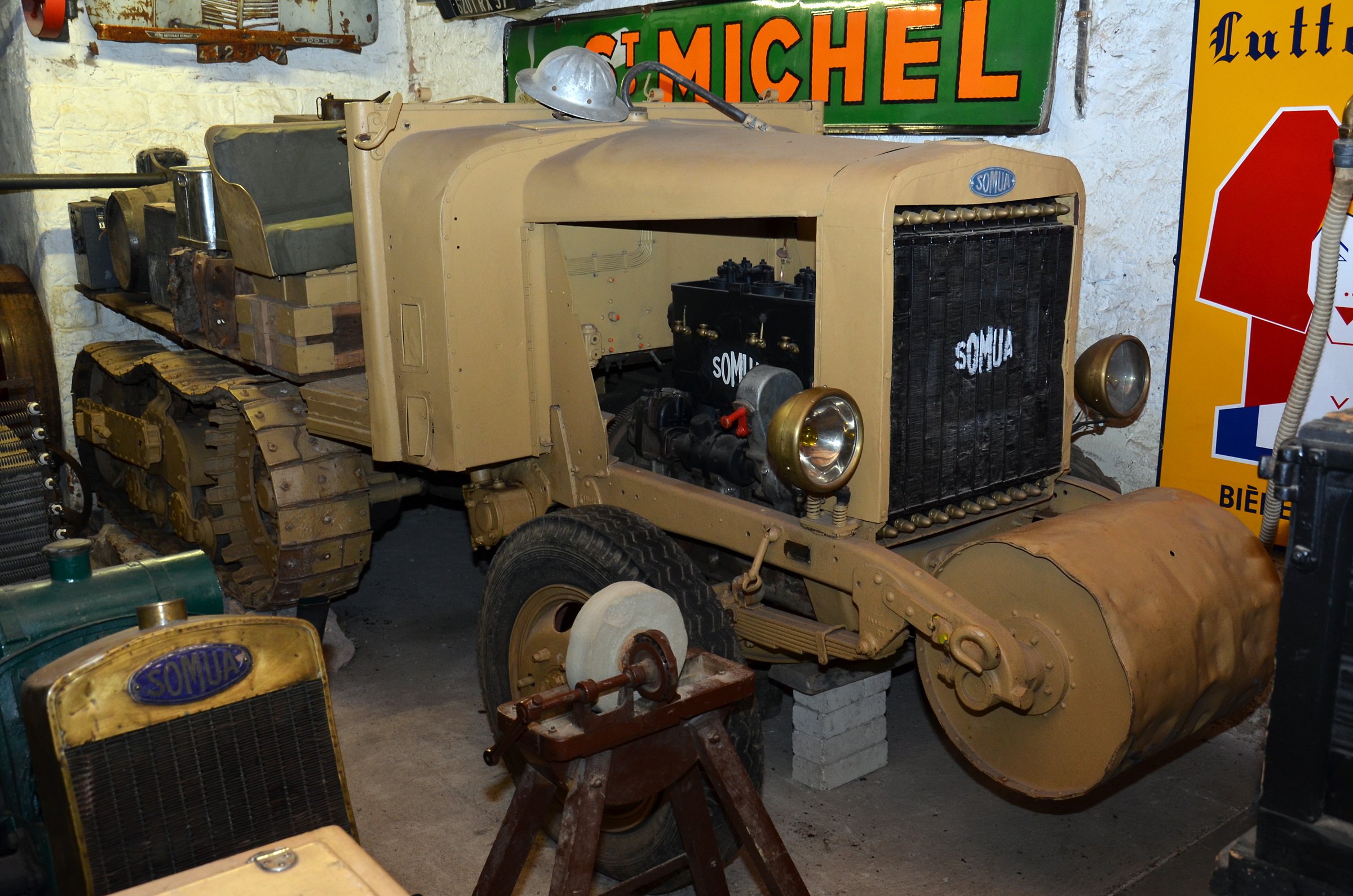
Somua-Halbkettenfahrzeug

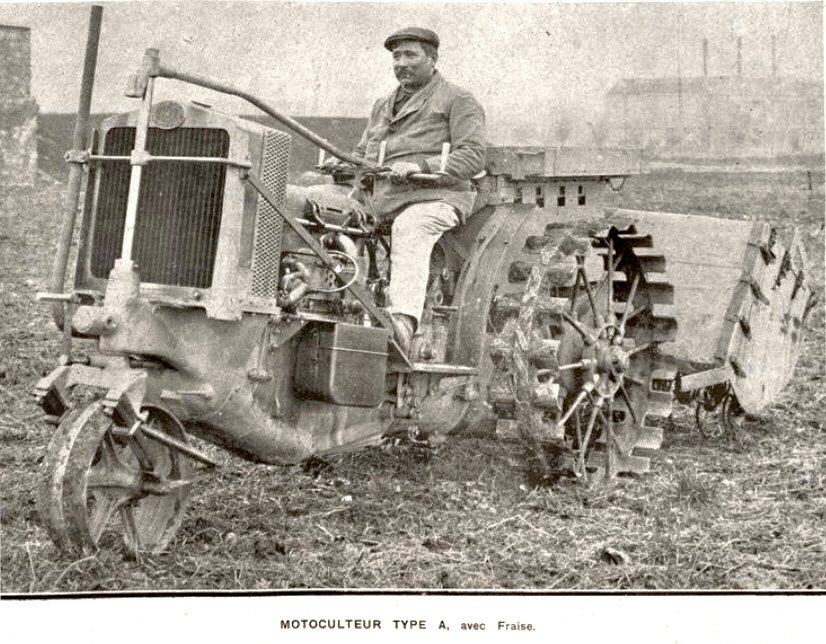
SOMUA Traktor Type A um 1918

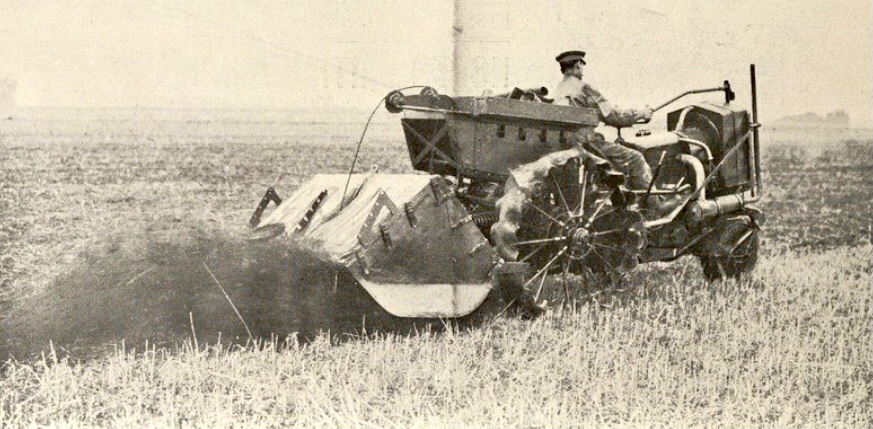
SOMUA Traktor Type A mit Vierzylindermotor 35 HP; Fahrzeuggewicht 2400 kg um 1919

SOMUA (Abk.: Société d'Outillage Mécanique et d'Usinage d'Artillerie) war von 1914 bis 1955 ein französischer Hersteller von Nutzfahrzeugen (vor allem Militärfahrzeuge) und anderen Rüstungsgütern.

## Geschichte
1914 entstand SOMUA aus dem Zusammenschluss mehrerer Industriefirmen, unter anderem auch der Lastwagenbau der Societe Schneider bzw. Brillié aus Le Havre. SOMUA war bis zum Ende des Zweiten Weltkriegs besonders durch Feuerwehrfahrzeuge und Panzer bekannt; darunter die Panzertypen Char Somua S-35 und Char Somua S-40, die auf französischer und als Beutepanzer auch auf deutscher Seite im Krieg eingesetzt wurden.
Neben Militärfahrzeugen und anderen Rüstungsgütern produzierte SOMUA auch Lastkraftwagen für den zivilen Markt, wobei Zwei- und Dreiachs-Lkw mit Benzinmotor angeboten wurden. Ab 1932 wurden auch Lanova-Dieselmotoren eingebaut. Ab 1934 genossen die großen 19-t-Lkw mit dem VX-Sechszylinder mit 9,3 l und ab 1934 der Typ MF-Diesel mit 6,6 l Hubraum einen ausgezeichneten Ruf.
In den 1930er Jahren wurden für die französische und andere Armeen Halbketten-Zugmaschinen gebaut, zu nennen sind hier SOMUA MCG, SOMUA MCL und SOMUA MCJ.
Nach dem Krieg baute 1946 SOMUA einen neuen Frontlenker-Lkw Typ: JL 12 mit 7 t Nutzlast. Dieser wurde mit einem in Lizenz gebauten 4-Zyl.-Hesselman-Motor ausgestattet, wobei zwischen 70 und 105 PS gewählt werden konnte. Der Motor konnte außerdem mit Autogas oder Alkohol betrieben werden. Bis 1949 wurden 97 dieser Lkw hergestellt. Die französischen Sicherheitsbestimmungen zwangen SOMUA allerdings, mit anderen Motorenherstellern zusammenzuarbeiten. Dafür boten sich Willème und Panhard an. Der neue Panhard-Sechszylinder-Dieselmotor war seinerzeit der modernste der Welt, und der Lkw wurde dann in Typ JL 15 umbenannt. Dieser Lkw hatte ein geräumiges Frontlenker-Fahrerhaus – allerdings ohne Ruheliege –, Hydraulikbremsen sowie eine sehr effektive Lamellenfederung. Im Jahr 1955 wurde die Fahrerhausoptik nochmals verbessert, und der Motor dieses Typs JL 19 hatte nun 150 PS.
1955 entstand Saviem aus dem Zusammenschluss der Unternehmen Floirat, Latil, Renault (nur der Bereich schwere Lkw) und Somua.